# Gone to Earth (película)
Gone to Earth (titulada en español como Corazón salvaje y Corazón indómito) es una película británica en tecnicolor de 1950 del equipo de director y guionista de Michael Powell y Emeric Pressburger. Está protagonizada por Jennifer Jones, David Farrar, Cyril Cusack y Esmond Knight. La película fue modificada significativamente para el mercado estadounidense por David O. Selznick y retitulada The Wild Heart en 1952.
Gone to Earth se basa en la novela de 1917 del mismo nombre de la autora Mary Webb. La novela fue casi ignorada cuando apareció por primera vez, pero se hizo más conocida en la década de 1930, cuando el renacimiento neorromántico la revivió.

## Sinopsis
La historia está situada en 1897; Hazel Woodus (Jennifer Jones) es una mujer libre que vive en el campo de Shropshire. Ama y comprende a todos los animales salvajes más que a las personas que la rodean. Siempre que tiene problemas, recurre al libro de hechizos y amuletos que le dejó su madre gitana.
Un caballero local, Jack Reddin (David Farrar), ve a Hazel y la quiere, pero ella ya se ha prometido al ministro bautista, Edward Marston (Cyril Cusack), por lo cual comienza una lucha por su cuerpo y alma.

## Reparto
- Jennifer Jones como Hazel Woodus;
- David Farrar como John «Jack» Reddin;
- Cyril Cusack como Edward Marston;
- Sybil Thorndike como la señora Marston;
- Edward Chapman como el señor James;
- Esmond Knight como Abel Woodus;
- Hugh Griffith como Andrew Vessons;
- George Cole como el primo Albert.

## Producción
El rodaje de Gone to Earth, a tecnicolor, comenzó el 1 de agosto de 1949. El rodaje en el estudio tuvo lugar en Shepperton Studios en Shepperton, Surrey, mientras que la mayor parte de la película se rodó en muchos lugares de Much Wenlock en Shropshire, Inglaterra. Se reclutó a mucha gente local como extras; por ejemplo, el coro de la iglesia metodista local aparece en la película. Cuando el director Michael Powell los escuchó cantar, pensó que no eran lo suficientemente andrajosos como para representar un coro de «gente del campo», si bien estos le dijeron: «Pero somos gente del campo, señor Powell.»
La película fue una coproducción con el productor estadounidense David O. Selznick. Selznick, el cual tenía por costumbre dictar notas largas y divagantes a sus directores mientras estaba bajo la influencia de las anfetaminase inundó la producción con memorandos, la mayoría de los cuales fueron cuidadosamente ignorados. Powell resumió la relación de esta manera: «Decidimos seguir adelante con David O. (Selznick) de la forma en que los erizos hacen el amor: ¡con mucho cuidado!».
En la misma se hace una referencia bastante extensa en la novela de Jonathan Coe The Rain Before It Falls (2007), donde dos de los personajes se identifican como dos extras que aparecen en primer plano en una de las primeras escenas (alrededor de las 8:25).

## Historia posterior

### The Wild Heart
Aunque había estado involucrado durante todo el rodaje, al productor ejecutivo David O. Selznick no le gustó la película terminada y llevó a The Archers, la productora de Powell y Pressburger, a los tribunales para cambiarla. Perdió el caso judicial, pero descubrió que tenía derecho a cambiar la película para su estreno en Estados Unidos.
En consecuencia, Selznick hizo reeditar la película y filmar algunas escenas adicionales en Hollywood bajo la dirección del director Rouben Mamoulian para que la versión se conociera como The Wild Heart (1952). Los cambios de Selznick fueron en su mayoría adiciones a la película: un prólogo; escenas que explican cosas, a menudo literalmente, poniéndoles etiquetas o inscripciones; y más primeros planos de su esposa, Jennifer Jones. La más infame de las alteraciones son las escenas al final cuando Jones supuestamente lleva un zorro domesticado; en las escenas adicionales, lleva lo que obviamente es un zorro de peluche.
Selznick también eliminó algunas escenas que consideró que no eran lo suficientemente dramáticas, algunas de las cuales eran puntos importantes de la trama, por lo que la historia no tiene tanto sentido como en la película original. En sus autobiografías, Powell afirmó que Selznick solo dejó unos 35 minutos de la película original, pero, de hecho, alrededor de dos tercios permanece intacto. En general, Selznick redujo la duración de la película en 28 minutos, de los 110 minutos originales a 82 minutos.

### Restauración
La versión original de Gone to Earth fue completamente restaurada por el Archivo Nacional del British Film Institute en 1985. Una revisión de New Statesman afirmó que la película restaurada era «Una de las grandes películas regionales británicas» y, según el director de fotografía de Powell, Christopher Challis, «una de las películas más hermosas jamás filmadas de la campiña inglesa.»